# GMG Airlines
GMG Airlines – zlikwidowana bengalska linia lotnicza z siedzibą w Dhace.